# 魏进德
魏进德（1918年—），男，山西兴县人，中华人民共和国政治人物，曾任中共青海省委组织部副部长兼青海省人事局局长，青海省人大常委会副主任。